# ティム・ミラー (映画監督)
ティモシー・ジョン・ミラー（Timothy John Miller）は、アメリカ合衆国の映画監督、映画プロデューサーである。映画クレジットでは、ティム・ミラーと表記される。

## 経歴
1964年10月10日、メリーランド州フォート・ワシントンに生まれる。
1995年にデイヴィッド・スティネット (David Stinett) と共同でCGアニメーション制作会社ブラー・スタジオを設立。2005年にジェフ・ファウラーと共に制作した短編アニメ『Gopher Broke』で第77回アカデミー賞において最優秀短編アニメーション賞にノミネートされる。
2011年に『ドラゴン・タトゥーの女』のタイトル・シークエンス、2013年に『マイティ・ソー/ダーク・ワールド』において冒頭シークエンスを手掛ける。
2016年、『デッドプール』で長編映画監督デビューを果たす。続編の『デッドプール2』でも監督として続投される予定だったが、主演俳優でプロデューサーでもあるライアン・レイノルズとのクリエイティブ面での相違により降板している。2019年に、『ターミネーター:ニュー・フェイト』の監督に起用。2020年の『ソニック・ザ・ムービー』では製作総指揮を手がけている。
また、動画配信サービスNetflixのアニメシリーズ『ラブ、デス&ロボット』では映画監督のデヴィッド・フィンチャーと共に製作総指揮を務めている。

## フィルモグラフィー

### 長編映画
| 年   | 題名                                                                  | 役割                         | 備考                                     |
| ---- | --------------------------------------------------------------------- | ---------------------------- | ---------------------------------------- |
| 2010 | スコット・ピルグリム VS. 邪悪な元カレ軍団 Scott Pilgrim vs. the World | スーパーバイザー             | 劇中の「Ninja Ninja」シークエンスを担当  |
| 2011 | ドラゴン・タトゥーの女 The Girl with the Dragon Tattoo                | クリエイティブ・ディレクター | オープニングのタイトルシークエンスを担当 |
| 2013 | マイティ・ソー/ダーク・ワールド Thor: The Dark World                  | 第2班ディレクター            | 冒頭シークエンスを担当                   |
| 2016 | デッドプール Deadpool                                                 | 監督                         | 監督デビュー作                           |
| 2019 | ターミネーター:ニュー・フェイト Terminator: Dark Fate                 | 監督                         | クリエイティブ・コンサルタントと兼務     |
| 2020 | ソニック・ザ・ムービー Sonic the Hedgehog                             | 製作総指揮                   |                                          |
| 2022 | ソニック・ザ・ムービー/ソニック VS ナックルズ Sonic the Hedgehog 2    | 製作総指揮                   |                                          |
| 2024 | Best Served Cold                                                      | 監督                         |                                          |

### テレビ
| 年        | 題名                                     | 役割                         | 備考                                                    |
| --------- | ---------------------------------------- | ---------------------------- | ------------------------------------------------------- |
| 2019-2022 | ラブ、デス&ロボット Love, Death & Robots | 監督・脚本・企画・製作総指揮 | オリジナルアニメーション (Netflix)                      |
| 2024-     | シークレット・レベル Secret Level        | 企画・製作総指揮             | アンソロジーアニメーションシリーズ (Amazon Prime Video) |

### 短編アニメ作品
| 年   | 題名               | 役割             |
| ---- | ------------------ | ---------------- |
| 2002 | Aunt Luisa         | 監督・脚本       |
| 2002 | Rockfish           | 監督・脚本       |
| 2004 | In the Rough       | 製作総指揮       |
| 2004 | Gopher Broke       | 製作総指揮       |
| 2006 | A Gentlemen's Duel | 脚本・製作総指揮 |